# Nenngeld
Das Nenngeld oder auch Startgeld ist ein Geldbetrag, der vom Teilnehmer einer Sportveranstaltung zu entrichten ist. 
Die Gebühr berechtigt zur einmaligen Teilnahme an einer Prüfung bzw. Veranstaltung und soll die Kosten des Wettkampfs decken. Das Nenngeld kann vom Veranstalter oder im Reglement festgesetzt sein. Mit Abgabe der Nennung und des Nenngeldes kommt ein Vertrag zustande, der die definierten Leistungen des Veranstalters beinhaltet, wie den Transport des Sportlers zum Wettkampfort, seine Verpflegung oder die medizinische Betreuung während der Veranstaltung. 
Gelegentlich wird das Nenngeld vom Startgeld unterschieden, so etwa im gehobenen Pferdesport. In einem solchen Fall ist das Nenngeld bereits bei Anmeldung, der sogenannten „Nennung“ zu entrichten, während das Startgeld bei Erklärung der Startbereitschaft vor Ort zu entrichten ist.

## Startgeld im Profisport
Im Profisport wird der Begriff Startgeld hingegen teilweise anders verwendet. Hier kann er für einen Geldbetrag stehen, der von dem Veranstalter als Antrittsprämie an den Sportler gezahlt wird, damit dieser an dem Wettkampf teilnimmt oder der von dem Ausrichter an den Veranstalter für die kommerzielle Vermarktung der Veranstaltung zu entrichten ist. Für die Ausrichtung eines Formel-1-Rennens fallen beispielsweise bis zu 20 Millionen Euro Startgeld an.